# Pulchrodiboma ochreovittata
Pulchrodiboma ochreovittata är en skalbaggsart som beskrevs av Stefan von Breuning 1947. Pulchrodiboma ochreovittata ingår i släktet Pulchrodiboma och familjen långhorningar.
Artens utbredningsområde är Laos. Inga underarter finns listade i Catalogue of Life.